# Nordwestlicher Stadtteil (Schweinfurt)
Der Nordwestliche Stadtteil ist ein Stadtteil der kreisfreien Stadt Schweinfurt. Er wird für amtlich-statistische Zwecke als Bezirk 31 geführt. Der Stadtteil ohne Eigennamen ist zur Innenstadt baulich nicht abgegrenzt und entstammt städtischen Statistiken, in denen er die Lücke zwischen Gartenstadt und Musikerviertel schließt. Daher ist dieses Gebiet als eigenständiger Stadtteil nicht im öffentlichen Bewusstsein und sein Name weithin unbekannt. Zum ihm gehören u. a.: Gewerbegebiet Hainig, Sachs-Stadion, Carus-Park (Areal der einstigen Ledward Barracks) und Kleingartenanlage Alte Warte.
Der Stadtteil wurde von der US-Heeresgarnison Schweinfurt 70 Jahre lang geprägt, bis zu ihrer Auflösung im Jahre 2014, und danach vom Stadtumbau, der sogenannten US-Konversion, die noch lange nicht abgeschlossen ist. 

## Lage
Der Nordwestliche Stadtteil zieht sich unmittelbar nördlich der Niederwerrner Straße entlang. Er wird von der Innenstadt durch die Nikolaus-Hofmann-Straße getrennt. Im gesamten Süden ist die Niederwerrner Straße Grenze zwischem Nordwestlichen Stadtteil und Musikerviertel. Im Westen grenzt der Stadtteil an die Gemeinde Niederwerrn, im mittleren Norden an die Pfannäcker und im Nordosten an den Alten Wartweg.

## Geschichte
Der Stadtteil wurde in den 1920er Jahren (kleinerer, östlicher Teil des Bezirks 31) und in den 1930er Jahren (Mitte des Bezirks 31) entlang der Niederwerrner Straße angelegt. Er sollte sich nach ersten Planungen noch wesentlich weiter in Richtung Niederwerrn erstrecken (siehe: Musikerviertel, Stadtteil). Der östliche, innenstadtnähere Teil besitzt noch die engere, höhere Blockrandbebauung der 1920er Jahre, ähnlich der Gründerzeitviertel. Danach schließt die neuere Stadtplanung der 1930er Jahre an, mit höherer Wohnqualität, Baumalleen, einheitlichen, schnurgeraden, langen Häuserfronten mit niedrigerer Blockrandbebauung und großen, begrünten Innenhöfen.
Westlich anschließend wurde die Panzerkaserne errichtet (1935/36, seit 1946: Ledward Barracks) und das Willy-Sachs-Stadion (1936, seit 2021: Sachs-Stadion). Das Stadion wurde eine Woche vor den Olympischen Spielen in Berlin eröffnet, woran die Olympia-Apotheke in der Niederwerrner Straße erinnert.
Dieser für Schweinfurt charakteristische Stadtteil widerspiegelt eine der wichtigsten Epochen der moderneren Schweinfurter Stadtentwicklung, in der auch die Großindustrie mit ihren Klinkerbauten entstand (siehe: Schweinfurter Industriegeschichte).
Nördlich der Panzerkaserne entstand in den 1930er Jahren die weitläufige Kleingartenanlage Alte Warte.

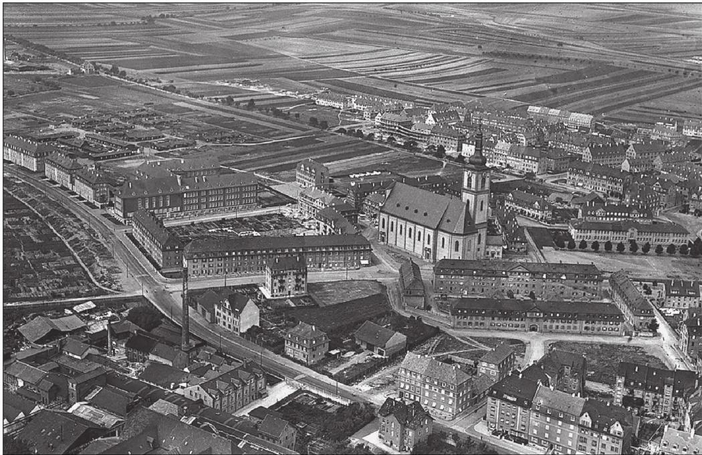
Luftaufnahme von 1927. Der Nordwestliche Stadtteil liegt nördlich der Niederwerrner Straße (hinter der Diagonale in der oberen Bildhälfte)
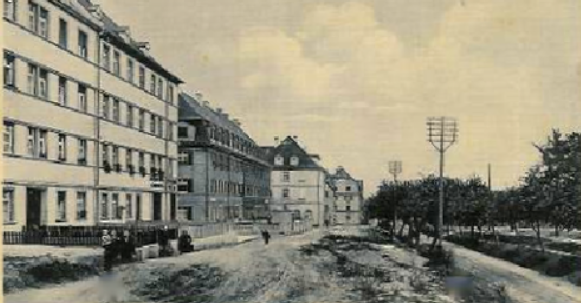
Niederwerrner Straße um 1928. Straßenabschnitt um die Heimburgstraße (im Bild erste Querstraße links) kurz vor Fertigstellung
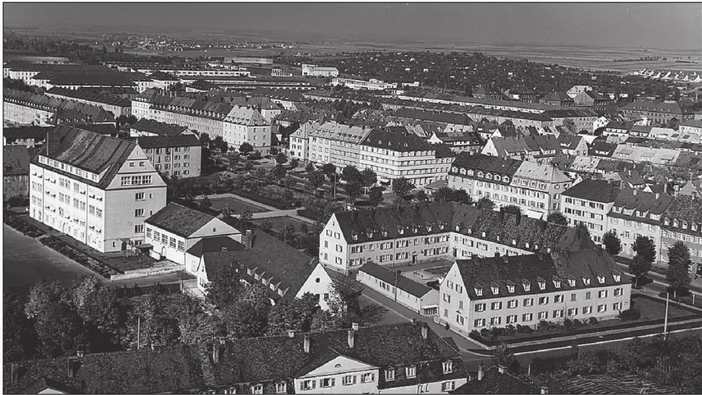
Der fertige Stadtteil um 1936. Mit Panzerkaserne (hinten links) und Kleingartenanlage Alte Warte (hinten rechts)

Weiteres zur Geschichte siehe: Abschnitte Ortsteile

## Sozialstruktur und Einwohnerentwicklung
| Status 31. Dez. 2022                               | Nordwestlicher Stadtteil Statistischer Bezirk 31 | Gesamtgebiet Schweinfurt |
| -------------------------------------------------- | ------------------------------------------------ | ------------------------ |
| Deutsche                                           | 70,4 %                                           | 77,4 %                   |
| Ausländer                                          | 29,6 %                                           | 22,6 %                   |
| Anteil Doppelstaatler an der deutschen Bevölkerung | 15,0 %                                           | 17,1 %                   |

Der Anteil der Ausländer liegt über den Werten des gesamten Stadtgebietes, wobei zu berücksichtigen ist, dass Bürger mit Migrationshintergrund und deutschem Pass in der Statistik nicht als Ausländer aufgeführt werden.
Der Stadtteil erfuhr einen grundlegenden sozialen Wandel. Gab es in den 1970er Jahren eine Überalterung einer vorwiegend deutschen Bevölkerung, erfolgte danach ein teilweiser Bevölkerungsaustausch durch Migranten, häufig mit jungen Familien. Die Altersklasse 0–34 Jahre ist mit 40,4 % überdurchschnittlich vertreten, im Vergleich zum gesamten Stadtgebiet mit 36,5 %.
Bis zur vollständigen Auflösung der US-Heeresgarnison Schweinfurt 2014 kamen im Stadtteil noch US-Bürger hinzu, die in den deutschen Statistiken nicht enthalten waren. Die frei werdenden Wohnungen standen seitdem der Allgemeinheit zur Verfügung (siehe u. a. Yorktown Village), wodurch die Einwohnerzahl des Stadtteils von 2014 bis 2022 um etwa 7 % wuchs.

## Niederwerrner Straße

### Hauptstraße und Ausfallstraße

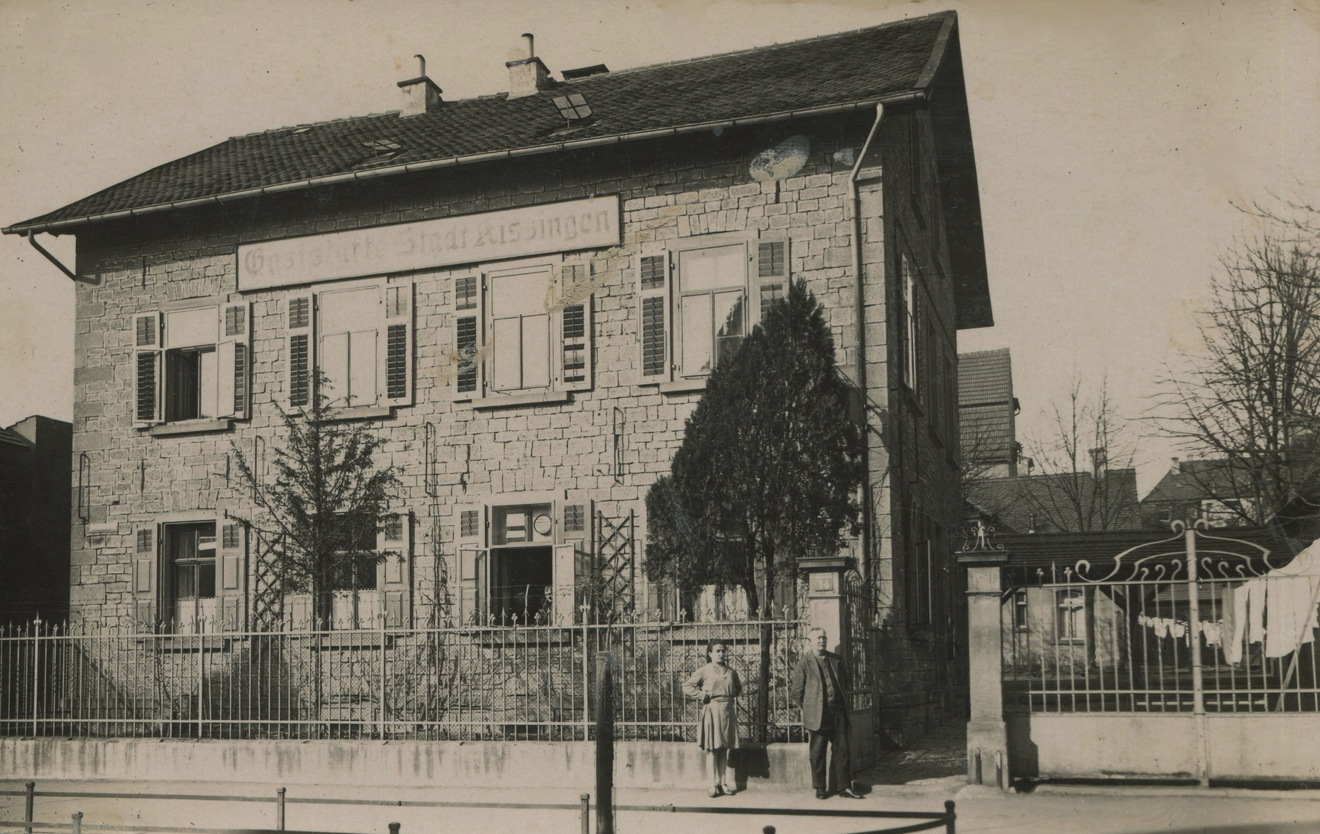
Niederwerrner Straße 14. Gaststätte Stadt Kissingen (im 21. Jh. geschlossen)

Nordwestlicher Stadtteil und Musikerviertel erstrecken sich entlang der 4 km langen Niederwerrner Straße, die identisch mit der Bundesstraße 303 ist. Die Straße zwischen Obertor und westlicher Stadtgrenze ist, abgesehen vom östlichen Abschnitt, stadtbildprägende Hauptstraße des nordwestlichen Stadtgebietes und charakteristisch für das Schweinfurt der Zwischenkriegs- und frühen Nachkriegszeit. Die Ausfallstraße führt nach Bad Kissingen, zur Bundesautobahn 71 nach Erfurt und zur Bundesautobahn 7 nach Kassel. 

### Einstige Hauptstraße von „Little America“
Nach dem Zweiten Weltkrieg wurde die Straße im mittleren und westlichen Abschnitt zur „Hauptstraße“ der US-Garnison, bzw. von „Little America“ (Bezeichnung von den örtlichen Amerikanern) mit zuletzt rund 4000 Soldaten und über 7000 Zivilisten. Kasernen, amerikanische Wohn- und Geschäftsviertel und weitere US-Infrastruktur zogen sich beiderseits der Straße hin. Im innenstadtnahen Bereich der Straße, auf der Sonnenseite (Nordseite) entwickelte sich unter den Alleebäumen eine deutsch-amerikanische Flaniermeile, mit Gastgärten, Eiscafés, Pizzerien, Kneipen und Nachtlokalen. Dort wurde 1959 die erste Pizzeria der Stadt, La Gondola eröffnet, die noch besteht. Durch den Abzug der US-Amerikaner verlor die Straße an Leben sowie ihren besonderen Charakter.

## Ortsteile

### Nordwestlicher Stadtteil (im engeren Sinn)

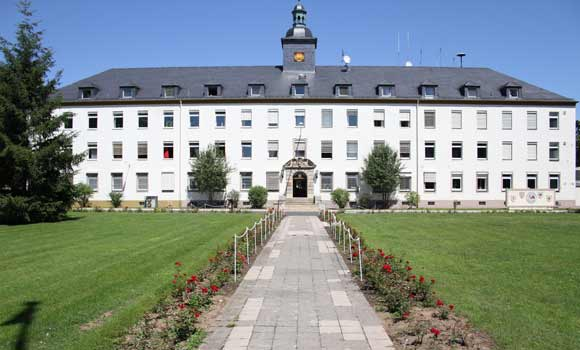
Carus-Park: Hauptquartier der
USAG Schweinfurt bis 2014

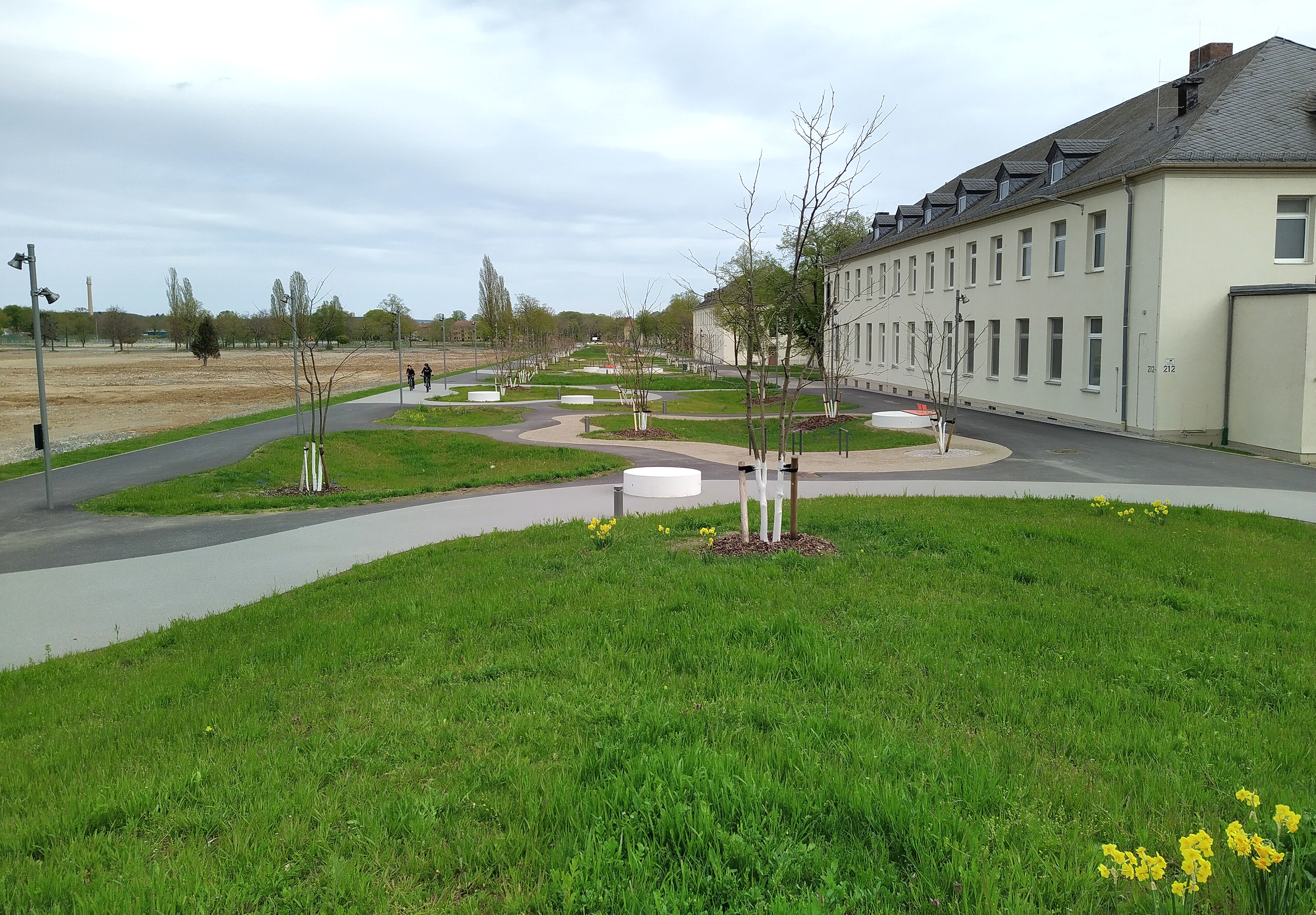
Carus-Allee in Richtung Osten

Siehe: Abschnitt Geschichte

### Carus-Park
Die Adolf-Hitler-Kaserne (Volksmund: Panzerkaserne) wurde 1935/36 für das Panzerregiment 4 errichtet. Nach dem Einmarsch der US-Armee am 11. April 1945 in Schweinfurt wurde 1946 die Kaserne in Ledward Barracks umbenannt. Im Zuge der US-Konversion wird dort der internationale Hochschulcampus i-Campus Schweinfurt aufgebaut. 

### Sachs-Stadion mit Riedel Bau Arena

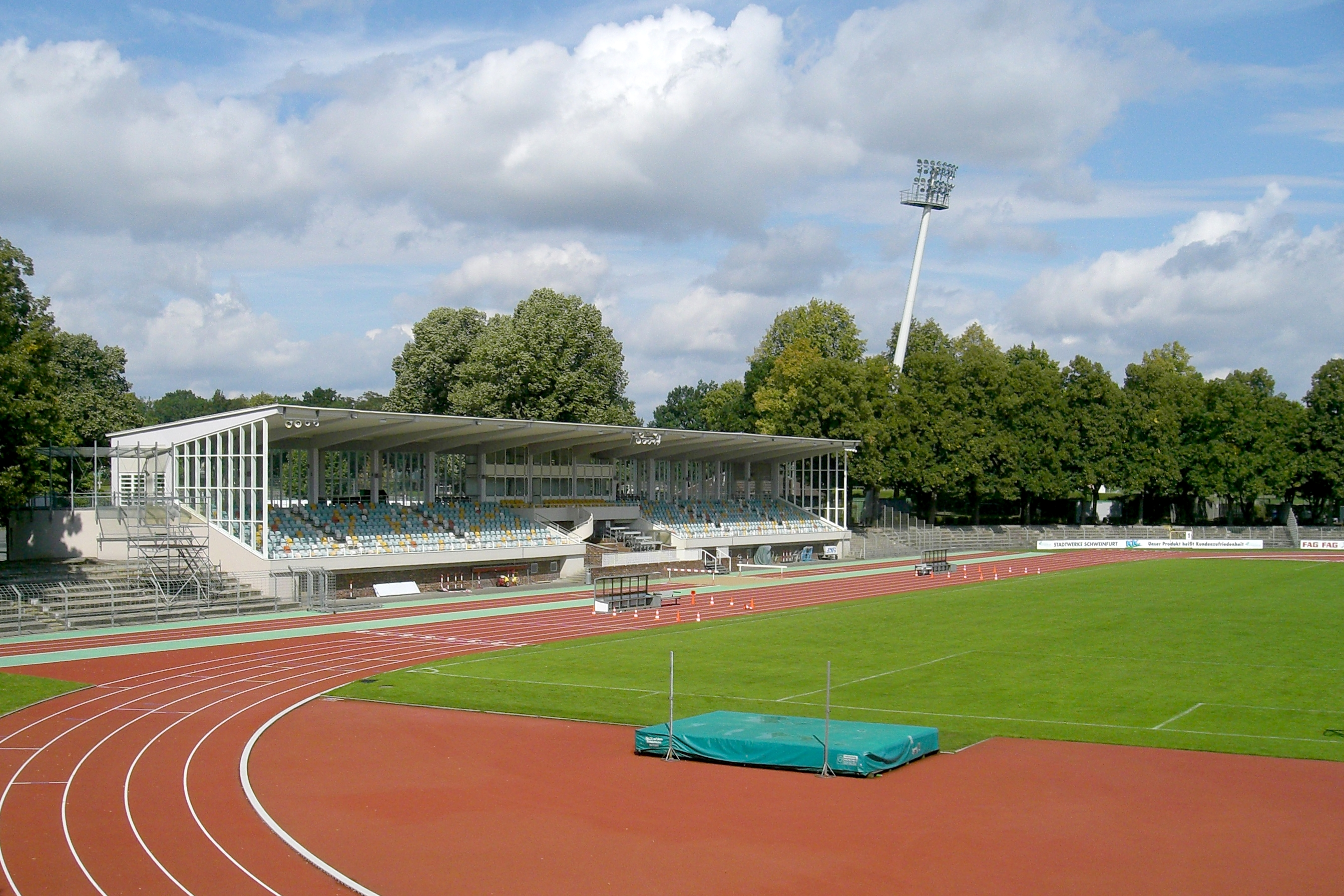
Riedel Bau Arena im Sachs-Stadion

Das städtische Stadion, zugleich Heimstätte des 1. FC Schweinfurt 05, wurde als Volkspark angelegt. Er wurde 1936, eine Woche vor den Olympischen Spielen in Berlin, als Willy-Sachs-Stadion eröffnet. 2021 wurde er in Sachs-Stadion umbenannt. Das Stadion innerhalb des Sportparks heißt seit 2025 Riedel Bau Arena.

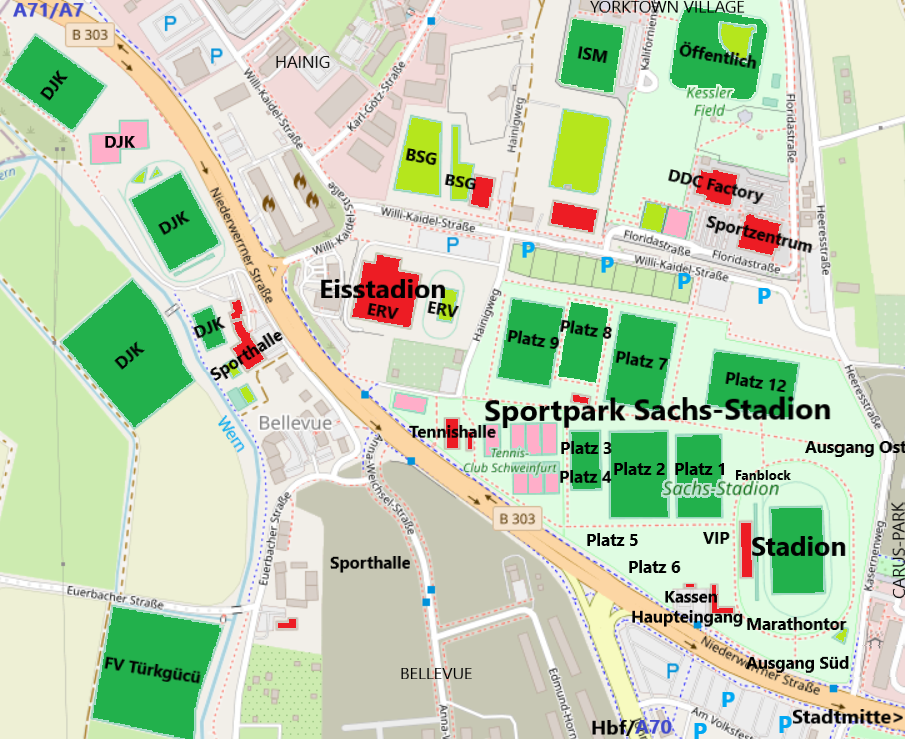
Sportpark Sachs-Stadion und umgebende Sportstätten. Das Stadion heißt seit 2025 Riedel Bau Arena, der Sportpark weiterhin Sachs-Stadion. Die Niederwerrner Straße (Diagonale auf dem Plan) trennt den Nordwestlichen Stadtteil vom südwestlichen Musikerviertel

### Kessler Field
Das Kessler Field (10 ha) war ein US-amerikanisches Areal mit der 1987/88 erbauten High School, Sportplätzen, einer Sporthalle und einem großen Bowlingcenter. 2016 wurde das Gebäude der ehemaligen Highschool von der Stadt Schweinfurt an die bisher in Unterspiesheim ansässige, englischsprachige International School Mainfranken (ISM) mit Erbbaurechtsvertrag übergeben und im Herbst 2016 begann der Unterricht am neuen Standort. Das Kessler Bowling Center mit 24 Bahnen wurde als großes Therapie- und Trainingszentrum next level umgebaut.
Der unbebaute Hauptbereich des Kessler Fields soll Wohnquartier werden. Im Süden sind Geschosswohnungen vorgesehen. Die erste Planung, das sogenannte „Klimadorf“, musste nach einem Gestaltungswettbewerb und einem anschließenden Realisierungswettbewerbs wegen immer größerer Finanznöte der Stadt Schweinfurt 2025 aufgegeben werden. Im Norden des Areals sollen Bauplätze für 60 Einfamilienhäuser geschaffen werden.

### Yorktown Village
Yorktown Village ist ein einstiges Wohnviertel (Family Housing) für Offiziere der US-Heeresgarnison Schweinfurt, das von 1986 bis 1992 erbaut wurde. Es wurde nach der Schlacht von Yorktown, bzw. dem Ort Yorktown (Virginia) benannt. Zwei Jahre nach dem Abzug der US-Streitkräfte aus Schweinfurt wurden 2016 unter 800 Bewerbern die 68 Doppelhaushälften verlost, was ein bundesweites Medienecho hervorrief.

### Hainig
Der Hainig (Ortsbezeichnungen: der Haing bzw. am Hainig; alternativer Name: Am Hainig) wurde in den 1980er Jahren als Gewerbepark angelegt mit Wohnbebauung in seinen nördlichen und östlichen Randlagen. Der Ortsteil liegt im äußersten Westen des statistischen Bezirks 31 und grenzt an die Gemeinde Niederwerrn, mit der er zusammengewachsen ist. Am Hainig befinden sich u. a. die Geschäftsstelle der IHK Würzburg-Schweinfurt, die Feuerwehr Schweinfurt (siehe: Schweinfurt, Feuerwehren) und das Ambulante Reha-Centrum Am Hainig.
Der Hainig war und ist noch zum Teil das Diskothekenzentrum der Stadt, mit den einstmals beiden direkt gegenüberliegenden Großdiskotheken Rockfabrik und Megadrom.  Rockfabrik besteht noch unverändert. An der Stelle des Megadroms befindet sich die kleinere Diskothek Club 360 Grad. Daneben wurde eine Bowlingarena eröffnet (siehe auch: Schweinfurt, Diskotheken).

## Kultur
- Evangelisch-Methodistische Gemeinde

## Wirtschaft und Infrastruktur

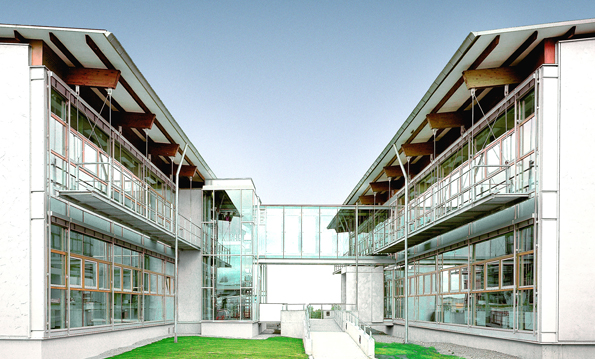
IHK Würzburg-Schweinfurt,
Geschäftsstelle Schweinfurt

### Städtische Einrichtungen
- Sachs-Stadion, mit angegliedertem Sportpark
- Feuerwehr
- Stadtwerke, mit Omnibusdepot

### Vereinigungen
- Industrie- und Handelskammer

### Verkehr
- Stadtbuslinien 110, 140, 150, 160 und der Campus Express (Direktverbindung vom Hauptbahnhof zur Technischen Hochschule).[13]
- Bundesstraße 303: Ausfallstraße nach Bad Kissingen sowie zur Bundesautobahn 71 Richtung Erfurt und zur Bundesautobahn 7 Richtung Kassel

## Videos
- Video: Stadt Schweinfurt: Schweinfurt nimmt Abschied von der US-Army (2:00)
- Video: A Salute to Schweinfurt. History of the Army in Schweinfurt (3:00)
- Video: Luftaufnahmen360: Yorktown Village, Kesslerfield und Ledward Barracks kurz nach Abzug der US Army (5:09)
- Video: Fahrt durch die Niederwerrner Straße (0:00–5:00) in „Stadt Schweinfurt: Kurze Tour durch die Stadt. April 2018“ (19:42)